# Недждийский диалект арабского языка
Неджди́йский (не́дждский) диалект арабского языка (араб. اللهجة النجدية‎) — одна из разновидностей арабского языка, на которой говорят жители Неджда — центральной части Саудовской Аравии. Недждийский диалект является потомком древних аравийских диалектов. На этом диалекте говорят 9 млн 870 тыс. человек, из них 8 млн в Саудовской Аравии, 900 тыс. в Ираке, 500 тыс. в Сирии и 50 тыс. в Иордане.
В доисламскую эпоху на территории Неджда, в некоторых районах Хиджаза и на побережье Персидского залива были распространены восточные группы диалектов древнеарабского языка. Арабские филологи и большинство западных учёных связывают происхождение арабского поэтического языка с племенами бедуинов Неджда. Доисламская поэзия арабов сложилась на базе восточных диалектов Неджда.
К числу недждийских диалектов принадлежат: диалект северного Неджда (бану халид, зафир, шаммари), диалект центрального Неджда (’аджман, Эль-Касим, ’авазим, биша, хаиль, хуфуф, мутайр, наджраан, рашайда, Эр-Рияд, судейр, ’утайба, вильд ’Али), диалект южного Неджда (Аль Мурра, Наджран) и диалекты недждийских бедуинов.
В недждийском диалекте сохранилось твёрдое произношение буквы ра (ر‎), как у чтецов Корана. Буква лям (ل‎), если перед ней стоит буква каф (ق‎), произносится твёрдо. В отличие от многих диалектов арабского языка, в диалектах Неджда сохранилось произношение танвина. В подавляющем большинстве случаев буква кяф (ك‎) произносится как ц, а буква каф произносится двумя способами — как г и как дз. Буква дад (ض‎) произносится так же, как и буква за (ظ‎).
| Классическое произношение | Недждийский диалект | Перевод |
| ------------------------- | ------------------- | ------- |
| يكذب‎ йа́кзибу              | يتسذب‎ йацзибу       | он врёт |
| قمر‎ ка́мар                 | قمر‎ гамар           | луна    |
| قليب‎ кали́б                | دزليب‎ дзалиб        | колодец |
| يضرب‎ йа́дрибу              | يظرب‎ йазрибу        | он бьёт |